# Rejon iziumski
Rejon iziumski (ukr. Ізюмський район) – rejon na Ukrainie, w obwodzie charkowskim, z siedzibą w Iziumie. Jego powierzchnia wynosi 5906,2 km², zaś liczba ludności wynosi 172,1 tys. osób.
Na terenie rejonu znajduje się 8 hromad:
- 3 miejskie:
  - Izium(inne języki)
  - Bałaklija(inne języki)
  - Barwinkowe(inne języki)
- 3 sełyszczne(inne języki):
  - Borowa(inne języki)
  - Doneć(inne języki)
  - Sawynci(inne języki)
- 2 wiejskie:
  - Kuńje(inne języki)
  - Oskił(inne języki)

Rejon został utworzony 19 lipca 2020 roku decyzją Rady Najwyższej z 17 lipca 2020 roku o przeprowadzeniu reformy administracyjno-terytorialnej Ukrainy. W jego skład weszły dotychczasowe rejony:
- rejon bałaklijski
- rejon barwinkowski
- rejon borowski
- rejon iziumski
- Izium (dotychczas miasto wydzielone)